# Serguei Vólkov (astronauta)
|  | Per a altres significats, vegeu «Serguei Vólkov». |

Serguei Aleksàndrovitx Vólkov (rus: Сергей Александрович Волков, nascut l'1 d'abril de 1973, a Chuhuiv, RSS d'Ucraïna, Unió Soviètica) és un cosmonauta rus.